# كيفو الجنوبية
كيفو الجنوبية (بالفرنسية: Sud-Kivu) هي إحدى مقاطعات «جمهورية الكونغو الديمقراطية» الستة والعشرين، وعاصمتها بوكافو.
- تبلغ مساحة المقاطعة 65,070 كم2 وهي (سابع عشر أكبر مقاطعات الجمهورية).
- بلغ عدد سكان المقاطعة 4,614,785 وهي (رابع أكبر مقاطعات الجمهورية).

## التاريخ
مقاطعة كيفو الجنوبية أنشئت في عام 1969 عندما تقسيم مقاطعة كيفو السابقة.
في 7 أغسطس 2015 حدث في زلزال، بلغ قوته على مقياس ريختر 5.8، ضرب على مسافة 35 كم (22 ميل) شمال وشمال الشرقي لـ كاباري على عمق 12.0 كم (7.5 ميل)، مات واحد من رجال الشرطة في زلزال.
كانت المنطقة أحد البؤر الصراعات كـ حرب الكونغو الأولى والثانية وحالياً تعتبر منطقة أحد البؤر النزاع في كيفو.

## الجغرافيا
كيفو الجنوبية له حدود مع مقاطعة كيفو الشمالية في الشمال، ومقاطعة مانيما في الغرب، ومقاطعة تنجانيقا من الجنوب التي كانت جزءاً من مقاطعة كاتانغا في السابق، من الشرق ولها حدود البلدان من رواندا وبوروندي وتنزانيا.

## التنظيم الإداري
إداريا، تنقسم المقاطعة إلى ثمانية أقاليم:
- فيزي (15,788 كم 2)، بلدة فيزي هي العاصمة.
- إيدغوي (281 كم 2)، هي جزيرة في بحيرة كيفو.
- كاباري (1,960 كم 2).
- كاليهي (5,126 كم 2).
- موينغا (11,172 كم 2).
- شابوندا (25,116 كم 2).
- أوفيرا (3,148 كم 2)، بلدة أوفيرا هي العاصمة.
- والونغو (1,800 كم 2).

### المدن
من وجهة نظرة القانونية، هذه المقاطعة تتكون من ثلاث مدن رئيسية ذات أهمية: بركا في إقليم فيزي، وبوكافو (عاصمة المحافظة) وأوفيرا في إقليم أوفيرا، شمال مدينة مينوفا نمت بشكل كبير من عام 1994 حتى عام 2012 مع تدفق اللاجئين نتيجة الإبادة الجماعية في رواندا وحربين الكونغو الأولى والثانية واستمر القتال في المنطقة.
شهدت أيضا مدينة بوكافو نمو الحضري المتسارع منذ الحقبة الاستعمارية، بحيث بلغ عدد سكانها حوالي 620,000 نسمة في العام 2008، ازداد معدل النمو السكاني بشكل لا يصدق في عام 2002 بعد دخول عدد سكاني ضخم من غوما بعد ثوران بركان نيراجونجو في 17 يناير 2002.